# 鈴木貴宏
鈴木 貴宏（すずき たかひろ、3月19日 - ）は、日本の元男性声優、ゲームクリエイター。千葉県出身。

## 経歴
- 1999年 東映アニメーション研究所声優タレント学科入学。
- 2001年 東映アニメーション研究所声優タレント学科卒業後、青二プロダクション所属。
- 2002年 声優界を引退。

声優新人時代に『ファイナルファンタジーXI』や、自身が出演した『信長の野望 Online』にのめりこむオンラインゲーム中心の生活を送っていたが、プレイしていうるちにオンラインゲーム業界に入って自分の意見を反映できないかと考え、当時オープンβテスト開始直前だった『リネージュII』がきっかけでエヌ・シー・ジャパンに入社し、オンラインゲームのゲームマスターを担当する。その後、ダレット社でオンラインコミュニティサービス『ダレットワールド』のサービス運営担当、NHN JAPANで『TERA』の運営プロデューサー業やPCタイトルの統括部門の担当を経て、バンダイナムコオンラインで『BLUE PROTOCOL』の運営ディレクターとプロデューサーを兼任する。

## 出演

### テレビアニメ
2001年
- ののちゃん（受付）
- ちびまる子ちゃん（ものまねの若者、運転手A、ヒデキ、戦闘員）
- ONE PIECE（2001年 - 2002年、手下B、村人A、村人、海賊団、村人B、ヒョウタ、ビリオンズ）

2002年
- キン肉マンII世（男A）
- 陸上防衛隊まおちゃん（政治家B、父親）

### 劇場アニメ
- パルムの樹（2002年）
- 東京ゴッドファーザーズ（2003年）

### OVA
- 伝心 まもって守護月天!（2000年）

### ゲーム
2001年
- シェンムーII

2002年
- テイルズ オブ ファンダム Vol.1（キーファ・パッカード）
- 三國志戦記（馬超）
- 剣豪2
- 真・三國無双2猛将伝（兵士3）

2003年
- 信長の野望Online（PC男:PC10）
- 魔女のお茶会（男子B）※ドリームキャスト版
- 三國志戦記2（張魯）

2023年
- BLUE PROTOCOL

### ドラマCD
- ギルティギアゼクス ドラマCD Vol.1〜2（兵士B）
- タイムラグ（生徒）
- TALES OF ETERNIA Labyrinth 〜forget-me-not〜（上巻）（革命軍兵士）
- TALES OF ETERNIA Labyrinth 〜forget-me-not〜（下巻）（革命軍兵士1）
- Tales Ring Archive EPIC ONE 〜英雄の帰還〜（疾風丸）

### その他
- 少年サンデーCM劇場 超ビデオ